# Chevrolet Onix
El Chevrolet Onix es un automóvil de turismo del segmento B, producido por el fabricante multinacional General Motors para su marca Chevrolet desde  2012.
La primera generación se desarrolló en el Centro de Diseño de Chevrolet de Gravataí, Brasil y puesta a la venta a partir de 2012, mientras que la segunda generación fue desarrollada en China, siendo presentada en el mes de marzo de 2019 e inaugurada su producción en Brasil, en el mes de diciembre de 2019.
Derivado de la primera generación, Chevrolet Brasil desarrolló un sedán de 4 puertas al que denominó como Chevrolet Prisma, siendo este vehículo la segunda generación de un sedán previamente desarrollado sobre la base del hatchback Chevrolet Celta. Este tándem Onix-Prisma reemplazó al tándem Celta-Prisma, a pesar de que el hatchback Celta continuó su producción hasta 2017.
En ese último año, Chevrolet experimentó un rediseño frontal y posterior para la primera generación del tándem Onix-Prisma, dotándolos además de nuevos equipamientos y accesorios. No obstante, los antiguos diseños de la primera generación continuaron siendo producidos y ofrecidos como versiones básicas, las cuales fueron identificadas con el término Joy.
Finalmente, en 2019 fue presentada la segunda generación del Onix, cuyo nombre fue impuesto a la versión sedán, dando por finalizado el uso del término Prisma. Los nuevos modelos fueron conocidos como Onix y Onix Plus. Sin embargo debido a su tamaño, esta generación fue presentada como reemplazo del modelo Chevrolet Cobalt, lo que terminó dando pie a que la primera generación de Onix continúe su producción, pasando a ser redenominados simplemente como Chevrolet Joy.

## Primera generación

### Equipamiento
Disponible en dos versiones (LT y LTZ) el máximo de equipamiento es el siguiente: 

### Confort
- Dirección hidráulica
- Aire acondicionado
- Asiento de conductor regulable en altura
- Asiento trasero con respaldo rebatible
- Apertura interna de baúl
- Baúl con iluminación
- Cierre centralizado de puertas c/ comando a distancia
- Columna de dirección regulable en altura
- Computadora de a bordo (LTZ)
- Control de velocidad crucero 	(LTZ AT)
- Espejos exteriores eléctricos 	(LTZ)
- Espejos exteriores abatibles manualmente
- Levantavidrios eléctricos delanteros one touch
- Levantavidrios eléctricos traseros one touch (LTZ)
- Levantavidrios eléctricos con sistema antipinzamiento
- Parasoles con espejo y cobertor
- Portarevistas en respaldo de asiento del acompañante
- Sensor de estacionamiento trasero (LTZ)
- Tecnología My Link (pantalla táctil de 7" conexiones: Bluetooth, USB y AUX IN)
- Tapizados en tela
- Volante de cuero (LTZ AT)
- Volante multifunción

### Exterior
- Espejos externos color carrocería (LTZ)
- Parrilla con marco cromado (LTZ)
- Manijas de puertas color carrocería (LTZ)
- Faros delanteros halógenos
- Llantas de acero de 15" (LT)
- Llantas de aleación de 15" (LTZ)
- Tipo de neumático 185/65/R15
- Paragolpes color carrocería

### Seguridad
- Airbags frontales para conductor y acompañante
- ABS con distribución electrónica de frenado
- Aviso de colocación de cinturón de seguridad p/conductor
- Apoyacabezas delanteros y traseros regulables en altura
- Cierre automático de puertas en velocidad
- Cinturones delanteros de 3 puntos con regulación en altura
- Inmovilizador de motor
- Luces antiniebla delanteras(LTZ)
- Sistema de alarma antirrobo
- Trabas para niños en puertas traseras

### Versión Joy
Esta versión surge para llenar el vacío de gama dejado al discontinuarse el Chevrolet Classic y no es más que una versión "entrada de gama" de la familia Onix/Prisma. Estéticamente hablando no adopta el rediseño exterior de 2017 (mantiene el original sin faros delanteros antinieblas, y ópticas mono-parábola), posee ruedas de chapa R14 con cobertor de inferior calidad de terminación que los antiguos LT, espejos retrovisores y manijas de puerta en plástico negro. 
Los Onix/Prisma Joy se comercializan con dos niveles de equipamiento (según mercado): LS y LS+ (LS Plus) este último agregando elevacristales eléctricos delanteros (sin función impulsión ni antipinzado) y luneta térmica. En general ambos equipan aire acondicionado y dirección asistida así como estéreo multiconectividad (bluetooth/USB/Aux in/CD MP3) con solo 2 parlantes delanteros, pero carecen de equipamientos como serían: luz de guantera, luz de maletero, alarma antirrobo, manijas internas de techo, luz dimmerizable/operable con la apertura de puertas, computadora de a bordo, asiento trasero abatible 1/3-2/3, faros antinieblas, cierre centralizado, tapizado textil en puertas (es integral en plástico rígido bi-tono), cenicero y encendedor, portarrevistas en respaldos de asientos delanteros, etc.
En seguridad y según el mercado equipan el básico de doble airbag frontal, frenos ABS con repartidor electrónico de frenado (EBD), 4 apoyacabezas (delanteros regulables en altura), 4 cinturones inerciales de seguridad (central trasero abdominal) e inmovilizador de motor.
Mecánicamente hablando, es igual a los del rediseño continuando con el  motor 1.4 SPE/4 de 98CV aunque carecerían de barras estabilizadoras que sí traerían versiones más equipadas.
- Edición 2020:

Esta versión no se discontinúa en 2019/2020 con la llegada de la nueva generación del Onix con plataforma GEM. En su lugar mantiene la estética del Onix/Prisma de primera generación rediseñada en 2017, pero con un equipamiento más básico que el LT. Pierde equipamiento como antinieblas, la pantalla LCD multimedia se ofrece en opción o en su defecto equipa un estéreo tradicional convencional con conectividad USB/bluetooth, posee un cuadro de instrumentos similar al de los primeros Joy (simple, sin computadora integral), entre otros. Se discontinúa la nomenclatura Onix/Prisma "joy" y adopta simplemente este último (Joy y Joy Plus) en el mercado brasileño, en Argentina se denomina Onix Joy y Onix Plus Joy. Las mecánicas siguen iguales tanto para el mercado brasileño (1.0 4 cilindros SPE) como para el argentino (1.4 4 cilindros SPE)
Versión Black: Es una edición que agrega modificaciones estéticas fundamentalmente en el exterior y en menor medida en el interior. Externamente los logos-emblemas de Chevrolet (moños) pasan a ser de color negro, incorpora iluminación LED de conducción diurna, los cubre llantas son de 15” en color grafito, las manijas de puertas son color de la carrocería, la moldura de parrilla y espejo retrovisor negro brillante. En el interior posee tapizados y detalles exclusivos de esta versión (Black).

### Mecánica
El Onix/Prisma existe en dos motorizaciones: una que equipa el motor de 1.0L que desarrolla 78 caballos de vapor (57 kW) a gasolina, y 80 caballos de vapor (59 kW) con etanol, y una de 1,4 L que eroga 98 caballos de vapor (72 kW) con gasolina y 106 caballos de vapor (78 kW) con etanol, siendo esta última la comercializada en otros países solo a gasolina. En las dos configuraciones disponibles (LS o versión básica, y LTZ, de lujo) está acoplado a una caja de velocidades mecánica (o manual en países Mercosur, versión LS), de cinco velocidades y en la versión tope (LTZ) existe ésta y otra acoplada a una caja de marchas automática de seis velocidades.

### Motor 1.4 SPE/4[6]
- Cilindrada (cm³): 1389
- Combustible: Gasolina
- Alimentación: MPFI
- Cilindros: 4 lineal
- Válvulas: 8
- Árbol de levas: SOHC
- Potencia Máxima (cv @ rpm): 98@6000
- Torque Máximo (Nm @ rpm): 126@2800
- Transmisión: manual 5 velocidades/Automática Secuencial de 6 Velocidades

### Suspensión[6]
- Suspensión delantera: tipo Mc Pherson.
- Suspensión trasera: semiindependiente con eje de torsión.

### Dimensiones y capacidades[6]
- Largo total Prisma (mm) 4,275
- Largo total Onix (mm) 	3,930
- Ancho total incluyendo espejos (mm) 1,964
- Alto total en orden de marcha (mm) 1,487
- Distancia entre ejes (mm) 2,528
- Capacidad de tanque de combustible (L): 54
- Capacidad baúl Onix (L): 280
- Capacidad baúl Prisma (L): 500
- Carga útil 5 pasajeros + equipaje (kg): 373
- Coeficiente aerodinámico (Cx): 0.35
- Peso en orden de marcha (kg): 1067.

### Latin NCAP
En diciembre de 2014 (protocolo obsoleto), el Chevrolet Onix fue evaluado bajo el estándar de las normas Latin NCAP, alcanzando una puntuación de 3-estrellas de seguridad para adultos y de 2-estrellas de seguridad para niños:
| Prueba  | Calificación         | Puntajes    |
| ------- | -------------------- | ----------- |
| Adultos | 62.76% (3 estrellas) | 10.67 de 17 |
| Niños   | 41.10% (2 estrellas) | 20.14 de 49 |

- Posteriormente a su rediseño en 2017, en mayo de dicho año (protocolo obsoleto) fue nuevamente testeado con nuevos protocolo obteniendo un resultado de cero estrellas[8] habiendo influido negativamente el pobre desempeño logrado frente al impacto lateral donde se evidenció una alta compresión en el pecho del pasajero adulto y así como también una alta penetración en la estructura.

- En enero de 2018 (protocolo obsoleto) fue nuevamente testeado mejorando su calificación a 3 estrellas, puesto que Chevrolet mejoró la estructura con refuerzos haciendo foco en la protección contra impactos laterales, también añadió elementos de absorción de energía en las puertas para mejorar el desempeño en el caso de impacto lateral y además un nuevo cinturón de seguridad para el conductor. Se agregaron a su vez anclajes ISOFIX.[9]

### Galería

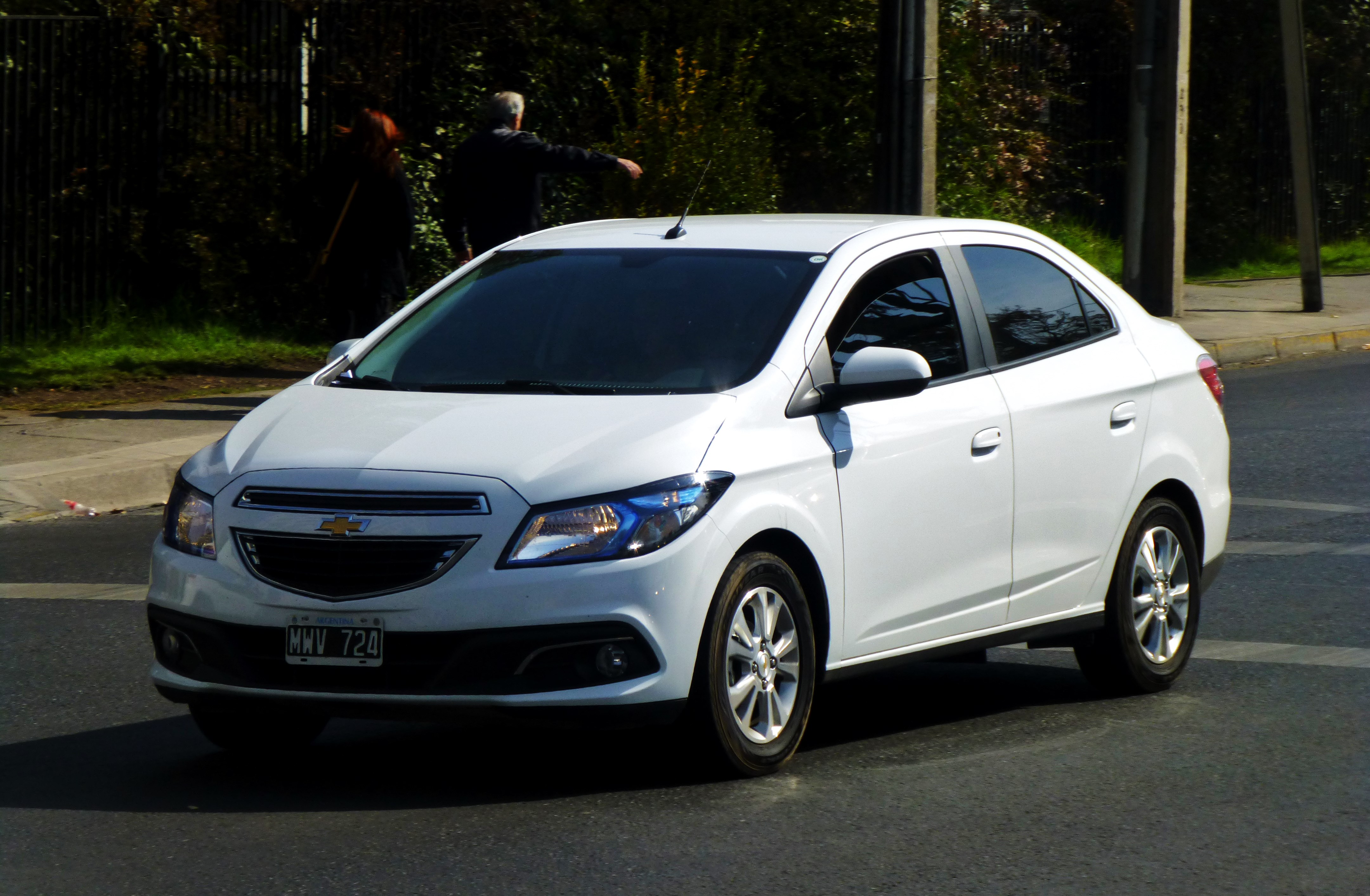
Prisma LTZ
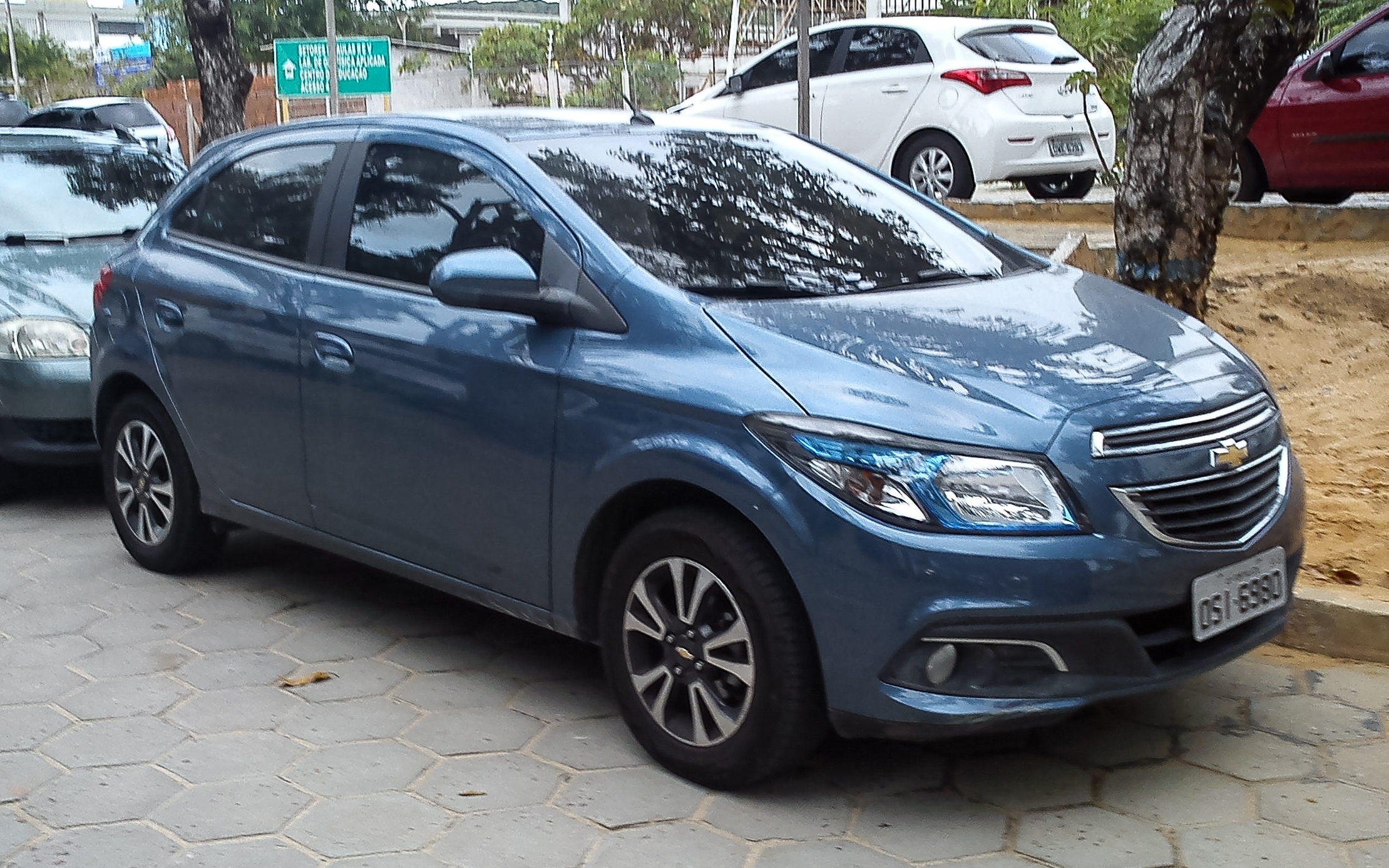
Onix LTZ
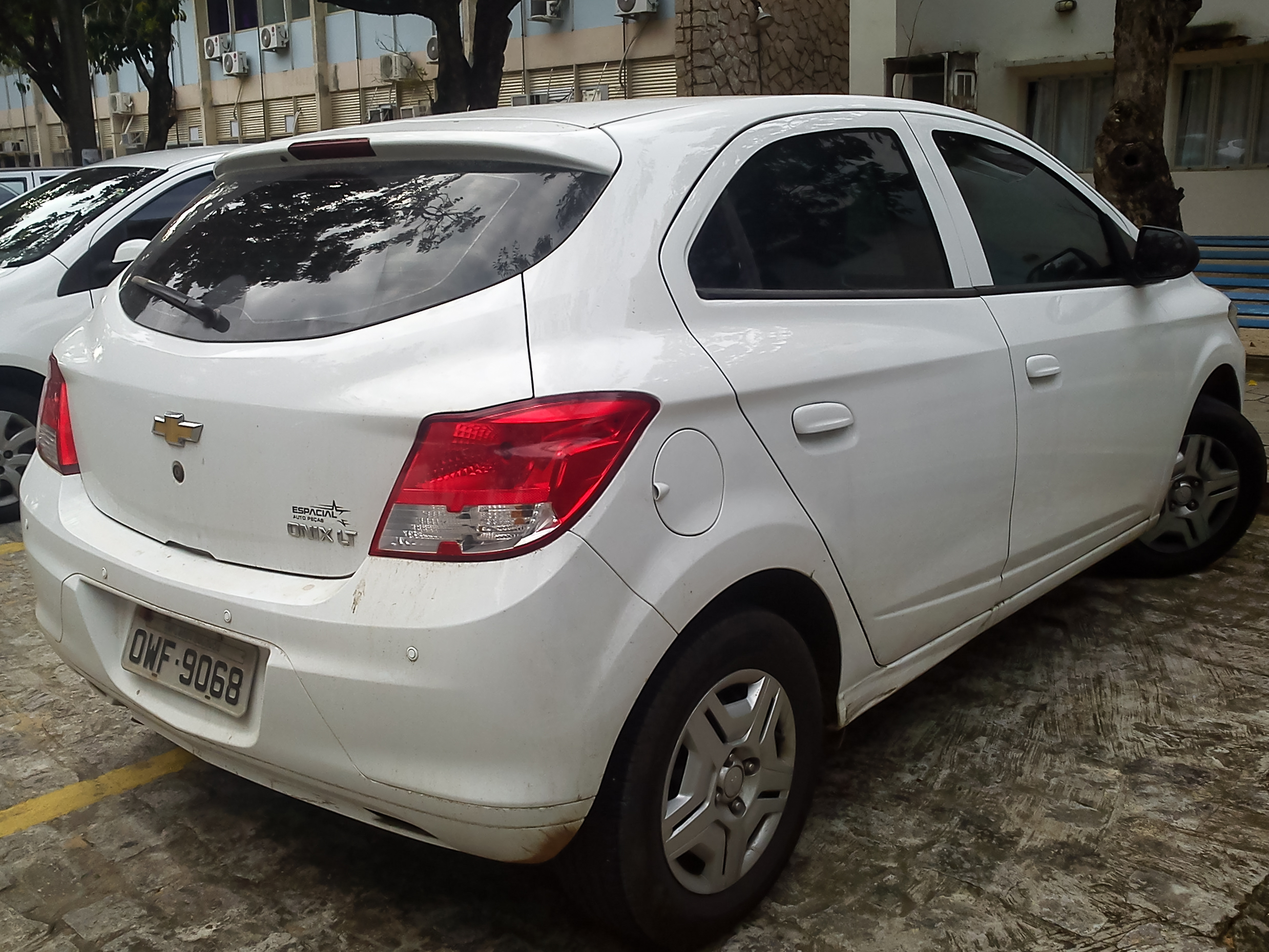
Onix sector trasero
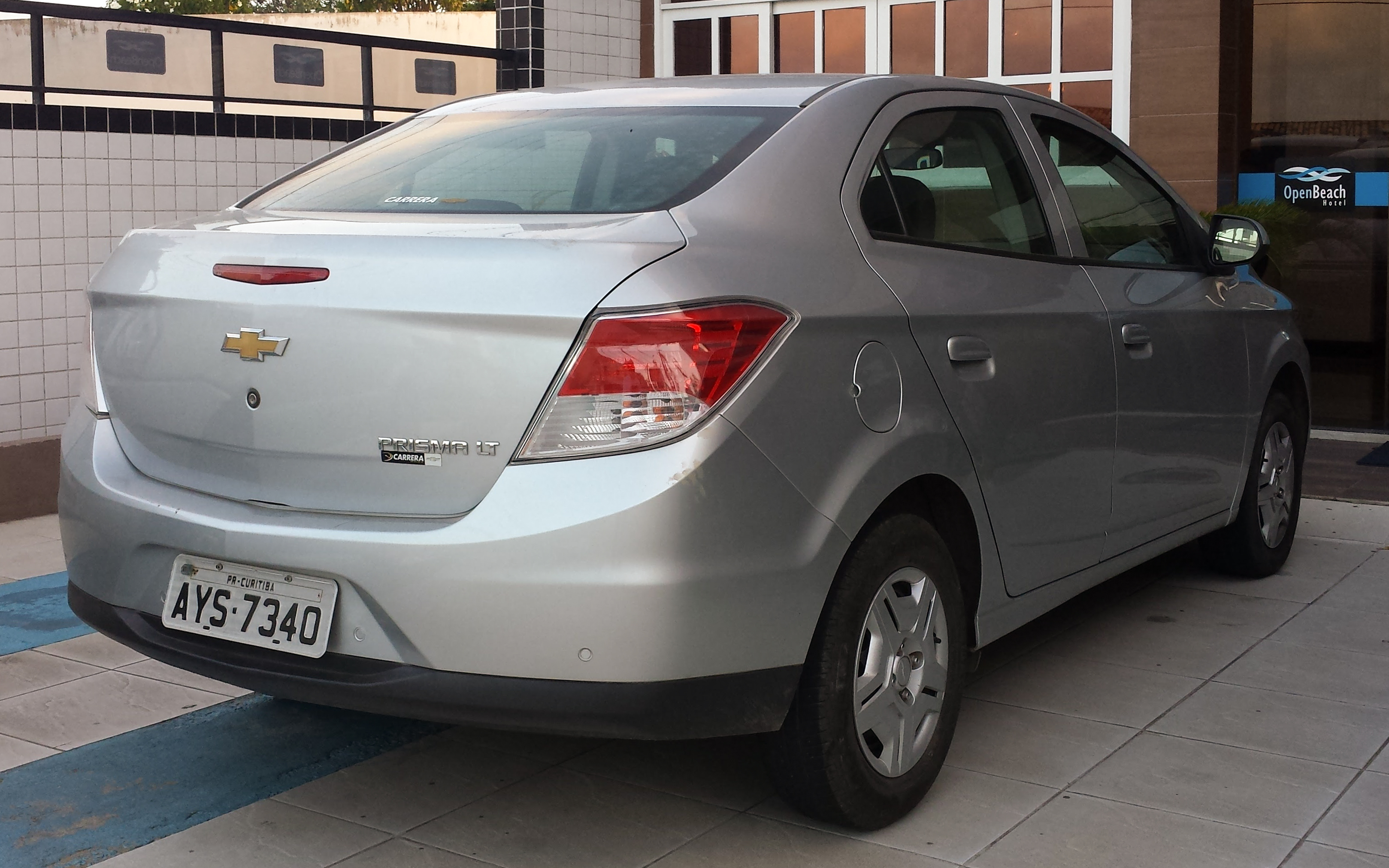
Prisma LT/LS/Joy Sector Trasero
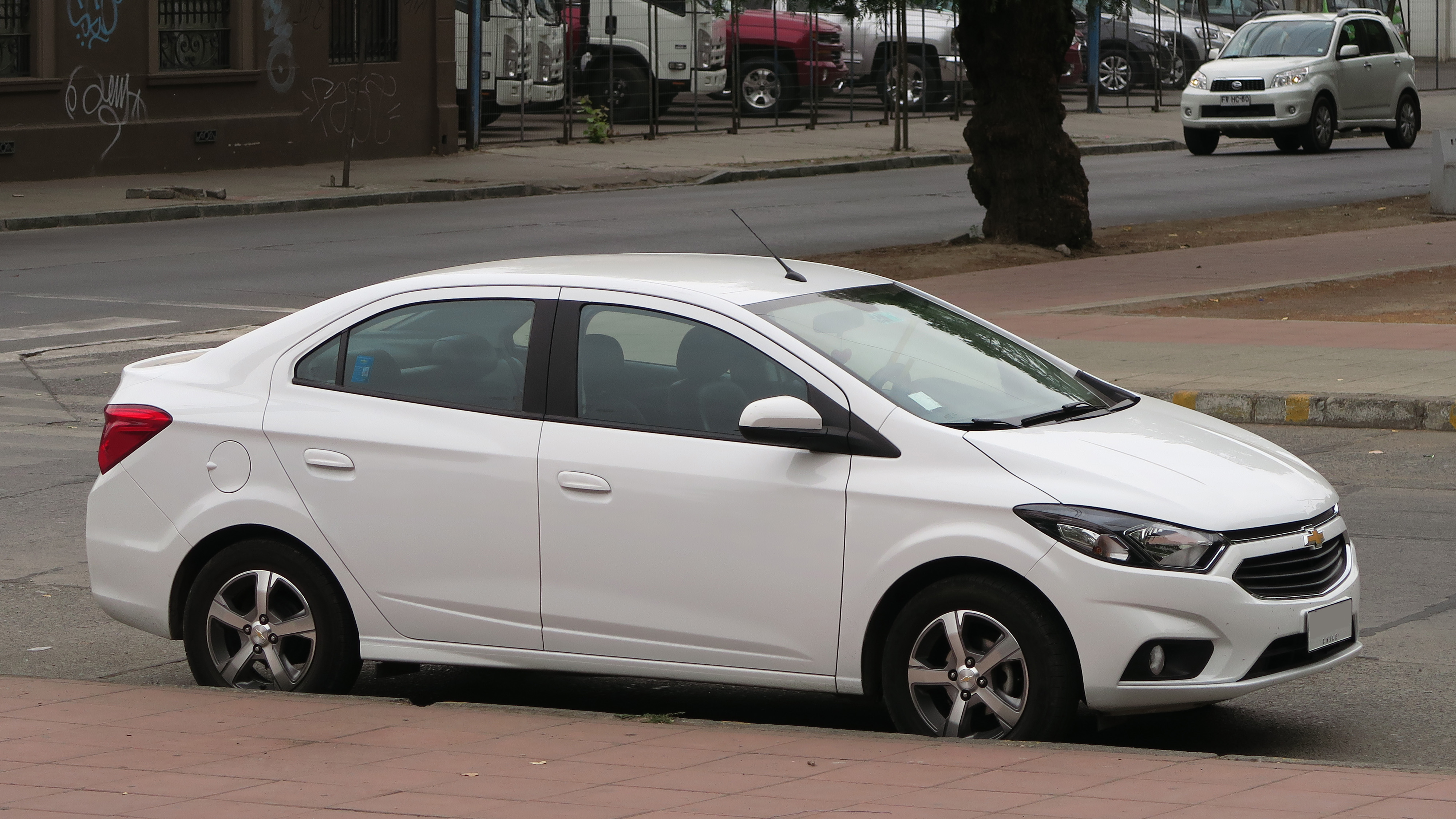
Prisma LTZ 2017
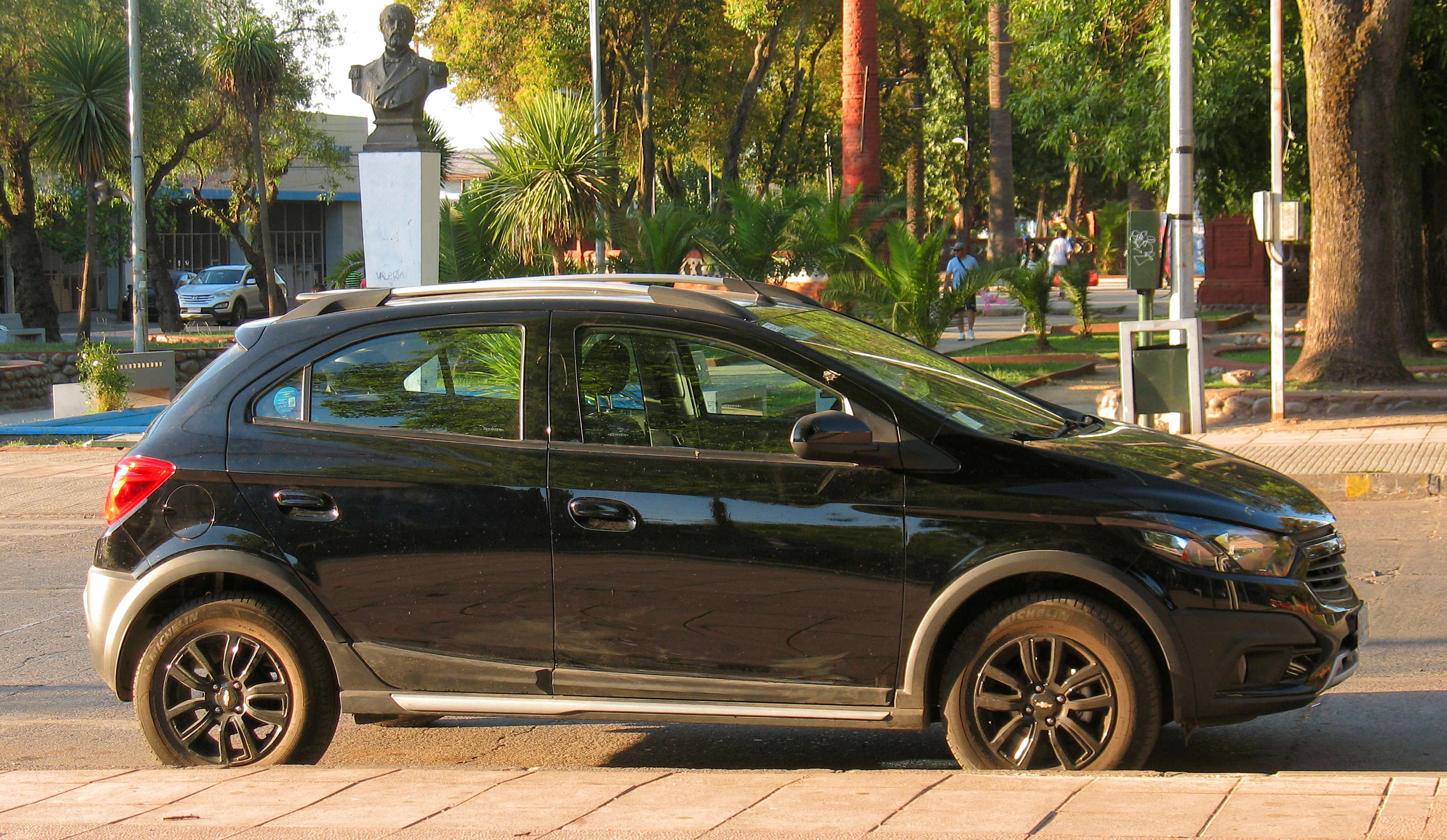
Onix Rediseño 2017 Activ
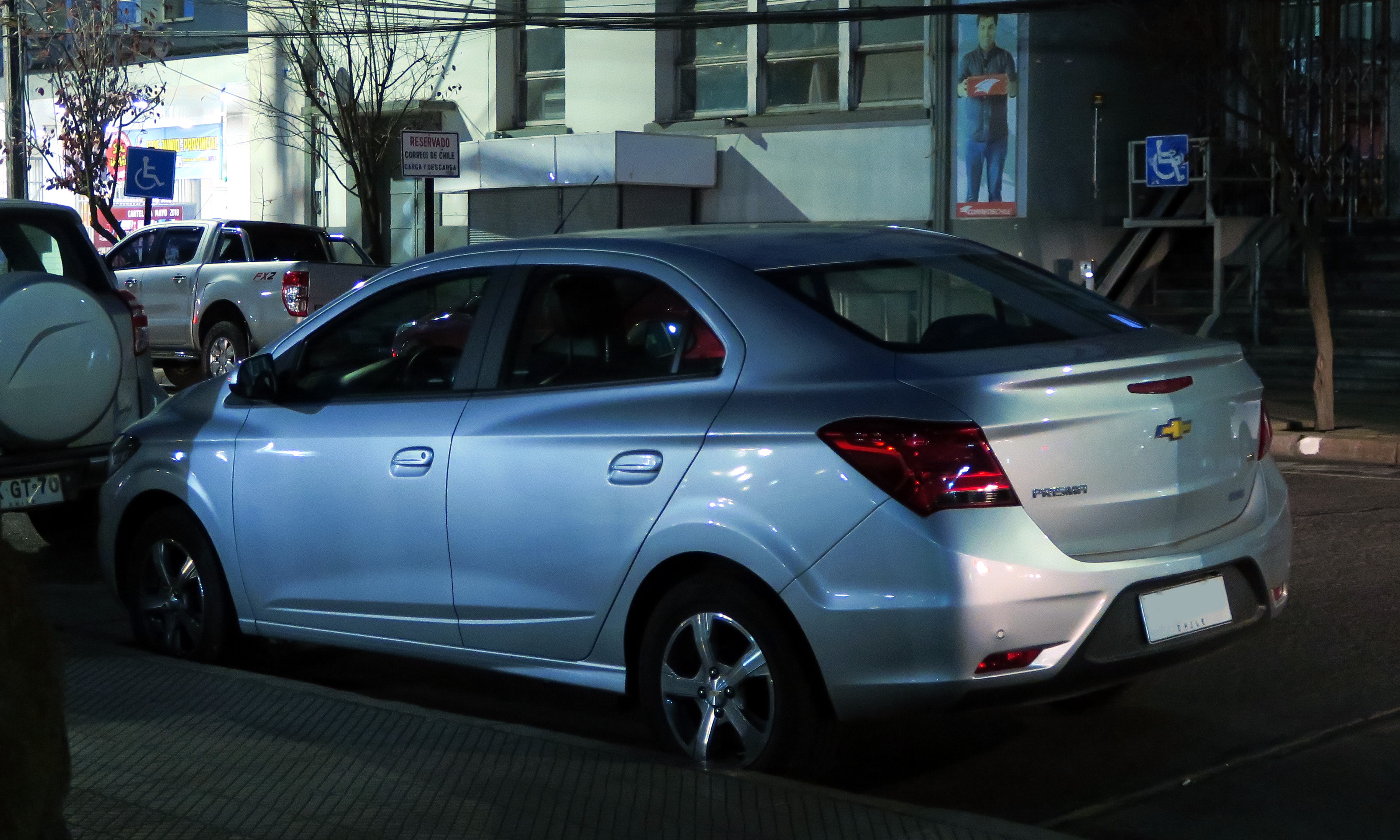
Prisma LTZ Rediseño 2017

## Segunda generación
Como producto del Proyecto GEM se presentaron primero en China durante el mes de marzo de 2019 y posteriormente durante septiembre de 2019 en Porto Alegre Brasil, la nueva generación de los Chevrolet Onix y Onix Plus (sedán) edición 2020. Son la segunda generación del hatchback y del sedán basados en la plataforma de Chevrolet denominada GEM (Global Emerging Markets), para el segmento B. Se comercializan en tres versiones: una entrada de gama sin denominación (solo nombre del modelo), la que le secunda en equipamiento llamada LT y la tope con nombre "Premier". 
Las mecánicas (se ofrecen solamente dos nafteras) son íntegramente nuevas, ambas de tres cilindros en línea, una con cilindrada 1200 cm³ (para las versiones entrada de gama y LT) otra de 1000 cm³ alimentada por turbocompresor (limitada a versiones tope de gama)
De este modo, desaparece la denominación Prisma para el sedán, ya que las versiones económicas (basadas en la anterior generación, ahora con el facelift 2017) se denominarán simplemente "Joy" para el hatch y "Joy Plus" para el sedán

### Equipamiento
Dependiendo de cada mercado y versión, alcanza un máximo de:

### Exterior
- Adhesivo de pilar B en color negro
- Manijas de puerta, paragolpes y espejos retrovisores color carrocería
- Moldura cromada en colizas
- Parilla frontal con detalles cromados
- Faros traseros de iluminación LED
- Llantas de aleación ligera-aluminio de 16"
- Neumáticos 195/55 R16
- Rueda de auxilio de tipo temporal en medidas 195/55 R16

### Interior
- Volante de tres rayos tapizado en cuero con comandos incorporados
- Volante con regulación en altura y profundidad
- Apoyabrazos central
- Luces de cortesía en interior (x2 y lectura), guantera, baúl
- Porta mapas en respaldos de asientos delanteros y panel de puertas
- Parasoles con espejo y cobertor del mismo (conductor y acompañante)
- Tapizados en tela y cuero ecológico
- Colores de interior negro, negro/ceniza, negro/beige

### Confort
- Aire acondicionado con control electrónico y recirculación
- Dirección asistida electricamente (progresiva)
- 4 alzacristales one touch
- Cierre centralizado de puertas y baúl (también en rodaje)
- Cámara de visión trasera (retroceso)
- Cargador inalámbrico
- Llave con sensor de presencia (easy entry), tipo navaja
- Computadora de a bordo
- Control de límite de velocidad y velocidad crucero
- Controles de radio y teléfono al volante
- Sistema "Easy-Park" de estacionamiento semiautomático
- Arranque por presencia, sin llave
- Panel de instrumentos digital de 3,5"
- Asiento del conductor regulable en altura
- Asiento posterior abatible
- Indicador de cambios de marcha
- Sistema de luces "Follow-Me"
- Sistema de audio/confort con LCD de 7" táctil equipado con Chevrolet MyLink3, AM/FM, MP3/WMA
- Conectividad Android Auto y Apple CarPlay, USB, Bluetooth
- Conectividad Wi-Fi dentro del vehículo
- Seis parlantes

### Seguridad
- Seis Airbags: 2 frontales (acompañante desactivable), 2 laterales y 2 de cortina
- Frenos ABS y EBD
- Frenos delanteros a discos ventilados y traseros a tambor
- Asistencia para salida en pendiente (Hill-Start assistant)
- Encendido automático de faros (sensor crepuscular)
- Alarma antirrobo e inmobilizador de motor
- Indicador de presión de inflado de neumáticos
- Alerta de punto ciego
- Cinco cinturones de seguridad inerciales de 3 puntos (delanteros regulables en altura)
- Alerta sonoro de olvido de olvido de colocarse cinturón de seguridad
- Cinco apoyacabezas regulables
- Tercera luz de stop
- Luces diurnas DRL (led/halógenas)
- Repetidores laterales de las luces de giro
- Control electrónico de estabilidad ESP
- Sensor de estacionamiento (delantero/trasero/lateral)
- Cámara de retroceso
- Faros regulables en altura
- Anclajes para sillitas de seguridad infantiles estándar ISOFIX
- Sistema de asistencia "On-Star"

### Mecánica
1.2L
- Disposición: delantero transversal, tracción delantera
- Cilindrada:1200 cm³
- Cilindros: 3 en línea
- Válvulas: 12 (4 por cilindro)
- Relación de compresión: 10,5:1
- Alimentación: MPFI/aspirado
- Combustible: Gasolina
- Árbol de levas: DOHC
- Potencia Máxima (cv @ rpm): 90@6200
- Torque Máximo (Nm @ rpm): 115@4400
- Transmisión: manual 5 velocidades
- Embrague: Monodisco seco

1.0L , 1.2 --Turbo
- Denominación: Ecotec
- Disposición: Delantero transversal, tracción delantera
- Cilindrada:999 cm³
- Cilindros: 3 en línea
- Diámetro x Carrera: 74 x 77,49 mm.
- Válvulas: 12 (4 por cilindro)
- Relación de compresión: 9,5:1
- Alimentación: MPFI/turbo alimentado
- Combustible: Gasolina
- Consumo (ciudad): 13,5 km/l
- Consumo (ruta): 16 km/l
- Velocidad máxima: 185 km/h
- Aceleración (0-100 km/h): 9,7 s.
- Árbol de levas: DOHC
- Comando del árbol de levas: Correa dentada
- Potencia Máxima (cv @ rpm): 115/ 130 hp 116@5500
- Torque Máximo (Nm @ rpm): 160@2000-4500
- Transmisión: Manual 5 velocidades/Automática de 6 velocidades
- Embrague: Monodisco seco

### Suspensión
- Suspensión delantera: Independiente de tipo "McPherson", barra estabilizadora.
- Suspensión trasera: Semi-independiente, con eje de torsión, sin barra estabilizadora, con resorte tipo de espiral permanente y amortiguador presurizado

### Frenos
- Tipo: Hidráulico con doble circuito distribuido en diagonal
- Delanteros: Disco ventilado
- Traseros: Tambor
- Sistemas asociados: ABS, EBD y ESP

### Ruedas
- Neumáticos:  185/70 R14 Opcional: 185/65 R15
- Neumático de  de auxilio: T115/70 R15 (Uso temporal)
- Llantas: Acero de 14" x 5,5" Opcional: 15" x 6,0"
- Sistemas asociados: Indicador de presión de neumáticos

### Dimensiones y capacidades
- Largo total sedán (mm) 4,474
- Largo total hatchback (mm) 	4,163
- Ancho total incluyendo espejos (mm) 2,044
- Alto total en orden de marcha (mm) 1,470
- Distancia entre ejes sedán(mm) 2,600
- Distancia entre ejes hatchback(mm) 2,551
- Capacidad de tanque de combustible (L): 44
- Capacidad baúl hatchback (L): 303
- Capacidad baúl Prisma (L): 469
- Carga útil 5 pasajeros + equipaje (kg): 375
- Coeficiente aerodinámico sedán (Cx): 0.30
- Coeficiente aerodinámico hatchback (Cx): 0.33
- Peso en orden de marcha (kg): 1046

### Latin NCAP
En septiembre de 2019 el organismo que evalúa la seguridad de los autos comercializados en América Latina, publicó los resultados de las pruebas de choque efectuadas sobre el Onix Plus (sedán).
Obtuvo las siguientes calificaciones (protocolo obsoleto):
| Prueba  | Calificación | Puntajes    |
| ------- | ------------ | ----------- |
| Adultos | 5 estrellas  | 28.34 de 34 |
| Niños   | 5 estrellas  | 42.33 de 49 |

El Chevrolet Onix Plus evaluado fue fabricado en Brasil y logró un máximo de cinco estrellas para Protección de Ocupante Adulto y también cinco estrellas para Protección de Ocupante Infantil. A lo que le suma el "Latin NCAP Advanced Award" por la protección a peatones. El modelo en cuestión ofrece Control Electrónico de Estabilidad (ESC) y 6 bolsas de aire como equipamiento de serie. A su vez Chevrolet recomendó instalar ambos dummies infantiles en posición "mirando hacia atrás" como indican las últimas recomendaciones globales. El Onix Plus ofrece como equipamiento de serie también: el Sistema de Aviso de Cinturón de Seguridad (SBR) en los asientos delanteros y en las tres posiciones en el asiento trasero, Protección para Peatones, (de acuerdo a regulaciones de Naciones Unidas), permitiéndole obtener de este modo, el reconocimiento Latin NCAP Advanced Award.

### Galería

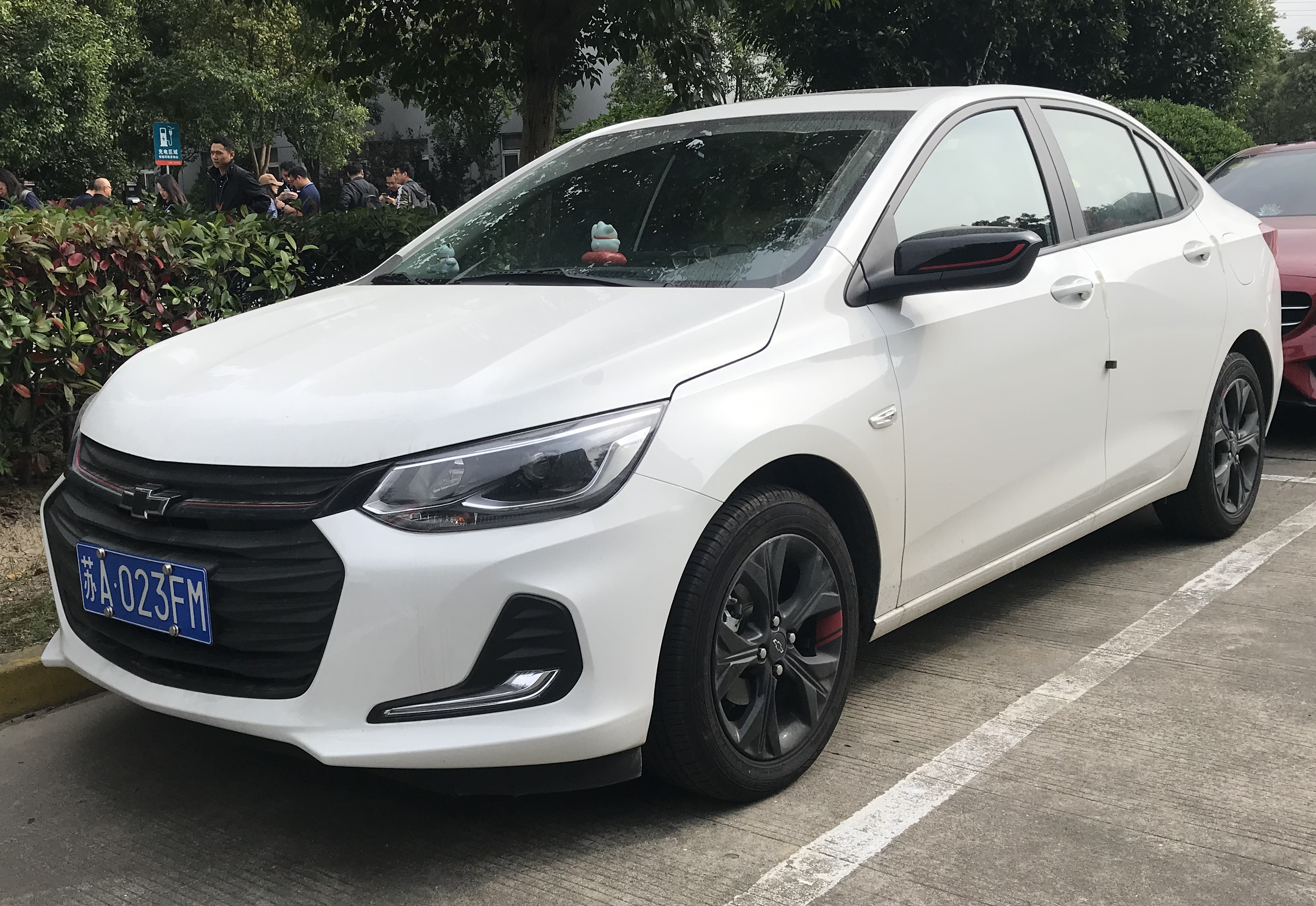
Onix Plus
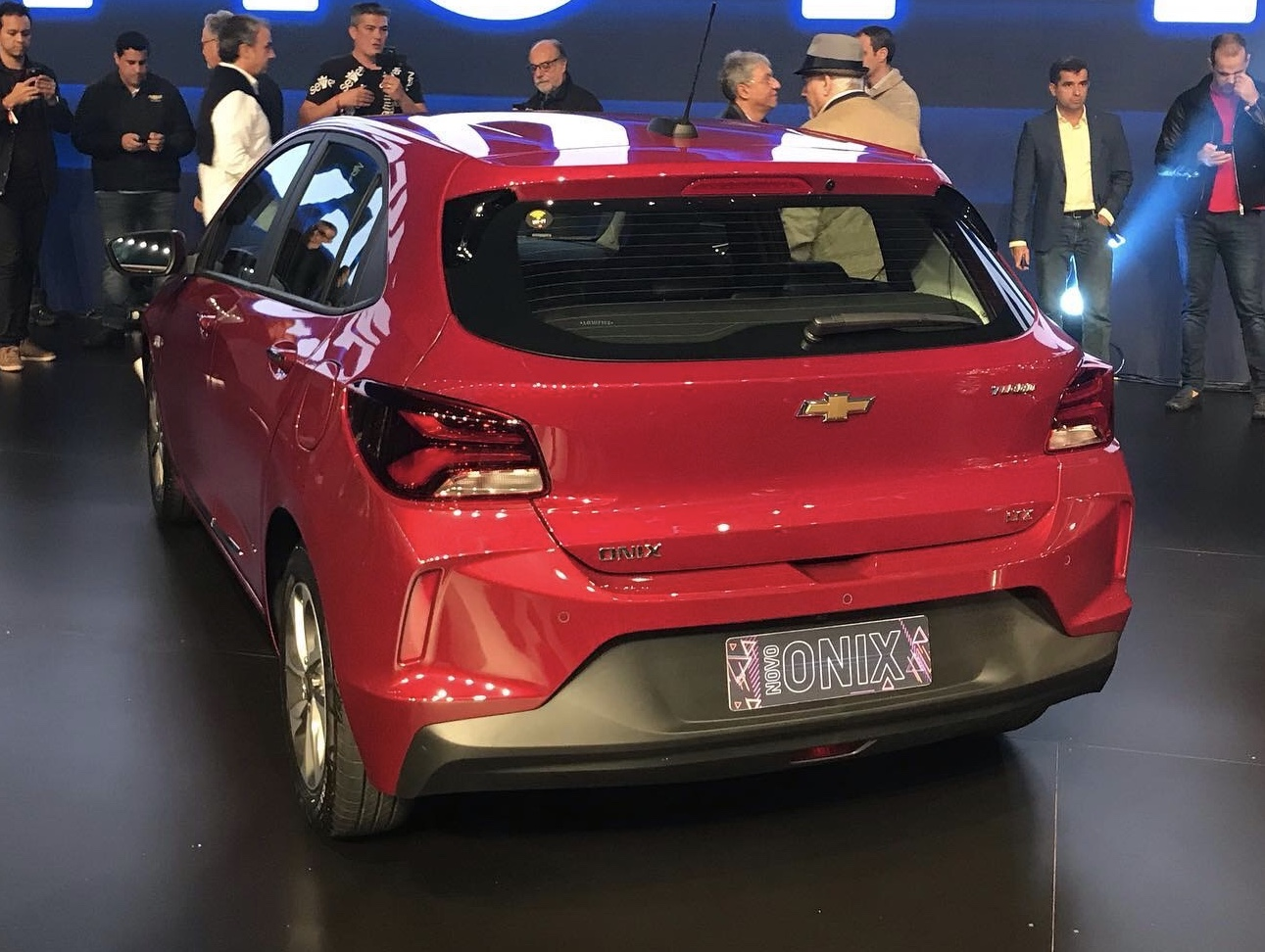
Onix Vista Trasera
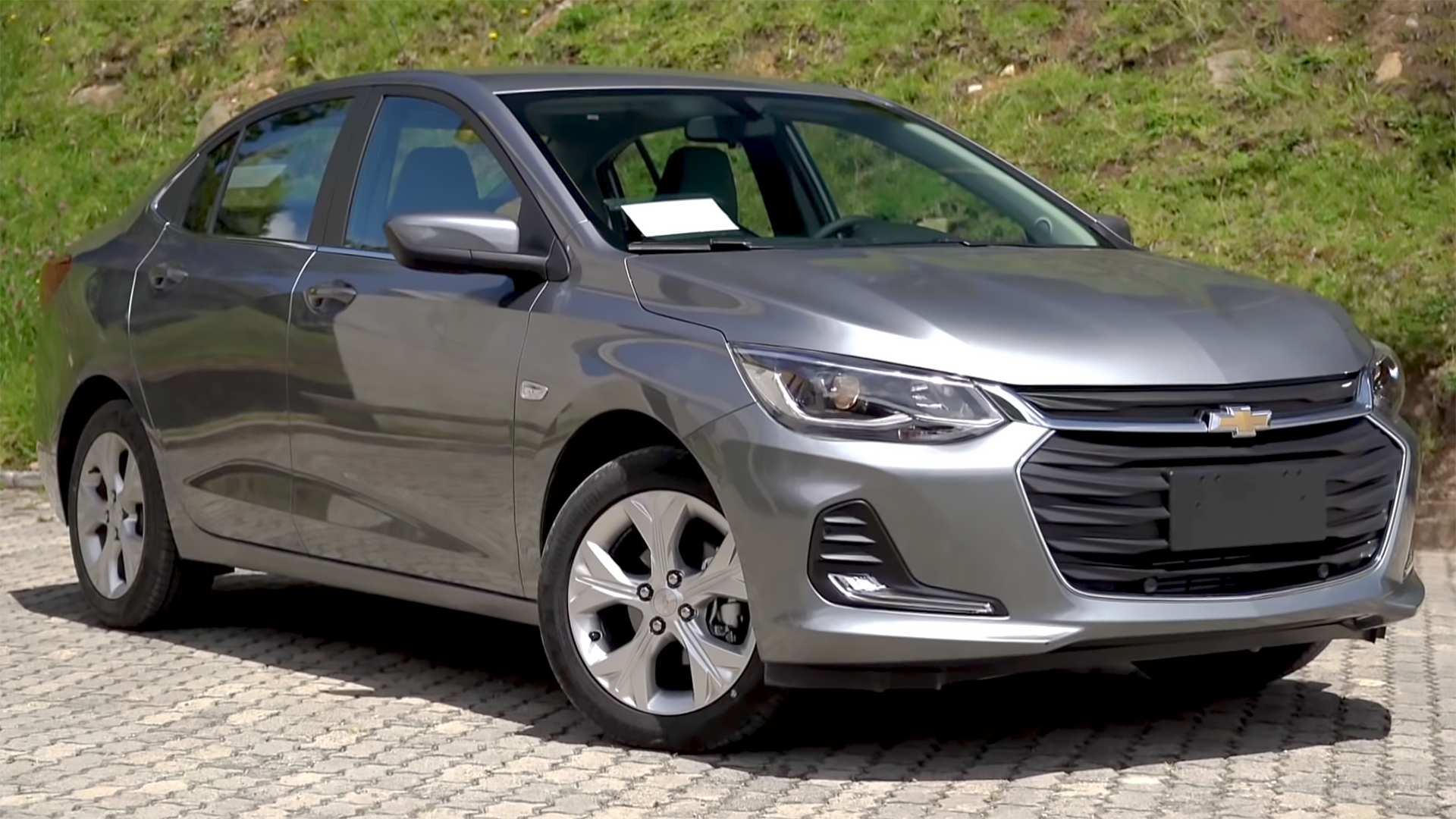
Onix Plus Premier (Frontal)
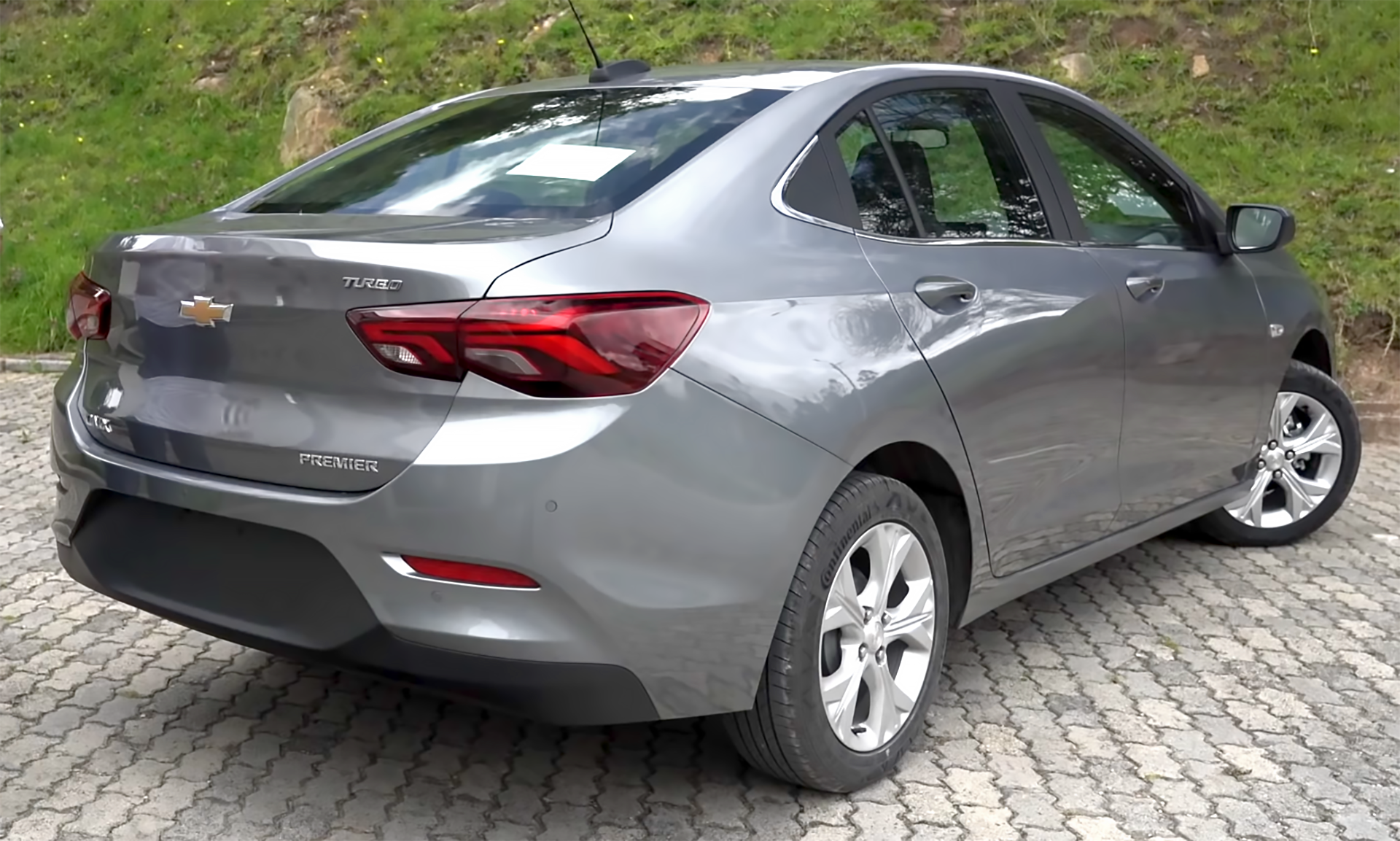
Onix Plus Premier (Trasera)
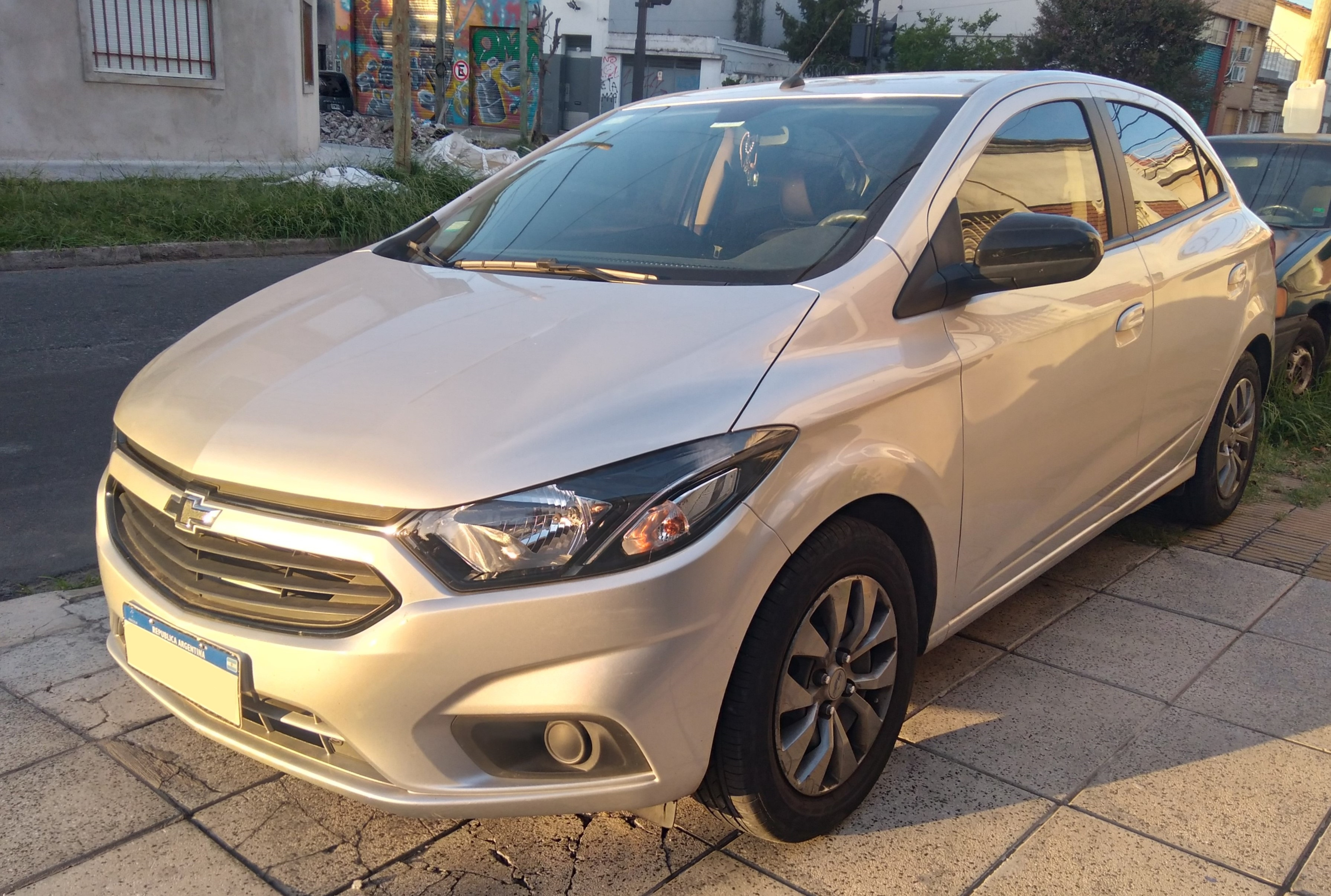
Chevrolet Joy 1.4 Black Edition